# كينون شيلدون
كينون شيلدون (بالإنجليزية: Kennon Sheldon)‏ هو عالم نفس أمريكي، ولد في 1950.